# O Chamado (álbum de Marina Lima)
O Chamado é o décimo álbum de estúdio da cantora e compositora Marina Lima, lançado em 1993.

## Faixas
| N.º | Título                                  | Compositor(es)            | Duração |  |
| 1.  | "Carente Profissional"                  | Cazuza, Frejat            | 3:01    |  |
| 2.  | "It's Not Enough"                       | Lima, McDonald, Vertelney | 4:02    |  |
| 3.  | "O Chamado"                             | Bizzotto, Lima            | 4:09    |  |
| 4.  | "Stromboli"                             | L.                        | 3:17    |  |
| 5.  | "Deve Ser Assim"                        | Cícero, L., Lima          | 4:11    |  |
| 6.  | "Eu VI O Rei"                           | Cícero, Lima              | 5:41    |  |
| 7.  | "Meus Irmãos"                           | Lima                      | 4:49    |  |
| 8.  | "Nightie Night" (Instrumental)          | MacDonald, Miranda        | 3:49    |  |
| 9.  | "Pessoa"                                | Dalto, Rabello            | 3:16    |  |
| 10. | "Pássara, Pt. 2 (Só Eu Nesse Carnaval)" | Bastos, Lima, Vidal       | 4:09    |  |
| 11. | "Nightie Night"                         | MacDonald, Miranda        | 3:47    |  |

## Presença em Trilhas Sonoras
Desse álbum de Marina Lima, três canções integraram trilhas sonoras de novelas exibidas no Brasil.

#### Pessoa
A canção foi incluída na trilha sonora volume 2 da novela "Fera Ferida", exibida entre 1993/1994, pela TV Globo, como tema dos personagens "Isoldinha" e "Fabrício", interpretados por Anna de Aguiar e Murilo Benício.

#### Carente Profissional
Essa canção esteve presente na trilha sonora nacional da novela "74.5 - Uma Onda no Ar", exibida em 1994, pela extinta Rede Manchete.

#### O Chamado
A canção integrou a trilha sonora nacional da novela "Quatro Por Quatro", exibida pela TV Globo entre 1994/1995, onde foi tema da personagem "Suzana", interpretada por Helena Ranaldi.